# Carsten Wünsch
Carsten Wünsch (* 1972 in Dresden) ist ein deutscher Kommunikationswissenschaftler.

## Werdegang
Wünsch wuchs in Dresden als Sohn eines Physikers und einer Ingenieurin auf. An der Technischen Universität Dresden studierte er ab 1992 Kommunikationswissenschaft, Politikwissenschaft, Philosophie und Wirtschaftswissenschaft. Nach seinem Abschluss 2000 als Magister arbeitete er als wissenschaftliche Hilfskraft an der TU Dresden und am Institut für Kommunikations- und Medienwissenschaft der Universität Leipzig.
Mit einer Dissertation zum Thema „Unterhaltungserleben: Ein hierarchisches Zwei-Ebenen-Modell affektiv-kognitiver Informationsverarbeitung“ wurde Wünsch 2005 summa cum laude promoviert.
2009 hatte er eine Vertretungsprofessur an der Universität Augsburg; 2010 wurde er Juniorprofessor für Kommunikationswissenschaft mit dem Schwerpunkt empirische Medienrezeptions- und Medienwirkungsforschung an der Heinrich-Heine-Universität Düsseldorf. 2013 folgte er dem Ruf an die Otto-Friedrich-Universität Bamberg.
Seine Forschungsschwerpunkte sind empirische und theoretische Rezeptions- und Wirkungsforschung. Im Nomos Verlag ist Wünsch Mitherausgeber der Reihe Rezeptionsforschung, im Herbert von Halem Verlag ist er Mitherausgeber der Reihe Unterhaltungsforschung.